# 徳川忠長
徳川 忠長（とくがわ ただなが）は、江戸時代前期の大名。極位極官が従二位大納言で、領地が主に駿河国だったことから、通称は駿河大納言（するがだいなごん）。徳川家康の孫にあたる。甲斐甲府藩主。駿河駿府藩主。

## 生涯

### 幼少期
慶長11年（1606年）、将軍徳川秀忠の三男として江戸城西の丸にて生まれる。母は太閤豊臣秀吉の養女・達子（浅井長政の三女、江）幼名は国千代（国松）。誕生日は5月7日説（『徳川幕府家譜』）、6月1日説（『慶長見聞録案紙』）、12月3日説（『幕府祚胤伝』）など諸説がある。5月7日は異母弟保科正之の、12月3日は異母兄長丸の誕生日が誤伝したと考えられ、また曲直瀬玄朔の『医学天正記』には6月1日生まれの「大樹若君様」（将軍の若君）への診療記録があることから6月1日説が有力と考えられており、『大日本史料』では諸説を紹介しつつ6月1日生まれとして章立てしている。乳母として朝倉局（土井利勝妹、朝倉宣正妻）が附けられたという。
父・秀忠や母・達子は、病弱で吃音があった兄・竹千代（家光）よりも容姿端麗・才気煥発な国千代（国松）を寵愛していたといい、大伯父である織田信長に容姿が似ていたのも理由の一つとされている。その為か、国千代にも竹千代同様に乳母がいながら、達子は自分の手元に置こうとする等、贔屓していた傾向があったとされ、それらに起因する竹千代擁立派と国千代擁立派による次期将軍の座を巡る争いに発展していた。しかし、この争いは後に春日局による家康への直訴により、竹千代の後継指名で決着し、また家康は兼ねてより国千代に対し過度な愛情を向けていた達子を問題視していた様で、彼女に対し国千代に関する訓戒状を与えている。その内容は「国千代は利発に見えるが、だからといって褒めそやしてばかりいれば我儘に育ってしまう。我儘は身を亡ぼす要因になり得るので、気を付けて教育せよ」という物で、この事からも、達子が日頃から国千代を甘やかし過ぎていたかが窺われる。
徳川秀忠より松平姓（庶子扱いされる）を与えられ、松平を称す。徳川姓が許されていた叔父の徳川義直・徳川頼宣には宗家に後継が絶えた際には将軍職を継承することが定められていたが、この時点の忠長にはまだそれがなかった。
元和2年（1616年）あるいは4年（1618年）の9月に甲府23万8000石を拝領し、甲府藩主となる（『甲斐国志』）。藩主就任に際し、朝倉宣正や郡内地方を治めていた鳥居成次ら附家老を中心とした家臣団が編成され（『武徳編年集成』）、後に武田遺臣や大久保長安配下の代官衆らがこれに加えられた。元服前かつ幼少の国千代が実際に入府することはなく、藩の運営はこれら家臣団や代官衆により行われた。
元和4年（1618年）10月9日、国千代は父を喜ばせるべく、自らが撃ち取った鴨で作られた汁物を父・秀忠の膳に供して最初は喜ばせたものの、その鴨は兄・竹千代が居住する西之御丸の堀で撃ち取ったものだということを知らされると、「江戸城は父・家康が修築され、後には竹千代に渡さなければならない所である。国千代の身で兄である竹千代の住んでいる西の丸に鉄砲を撃ち込む事は、天道に背き、父・家康への配慮も無いことで、たとえ悪意無くとも将軍となる竹千代への反逆に等しい。」と、逆に秀忠の怒りを買ってしまう。秀忠は箸を投げ捨ててその場を退出するほどだった（新井白石『藩翰譜』）。

### 元服後

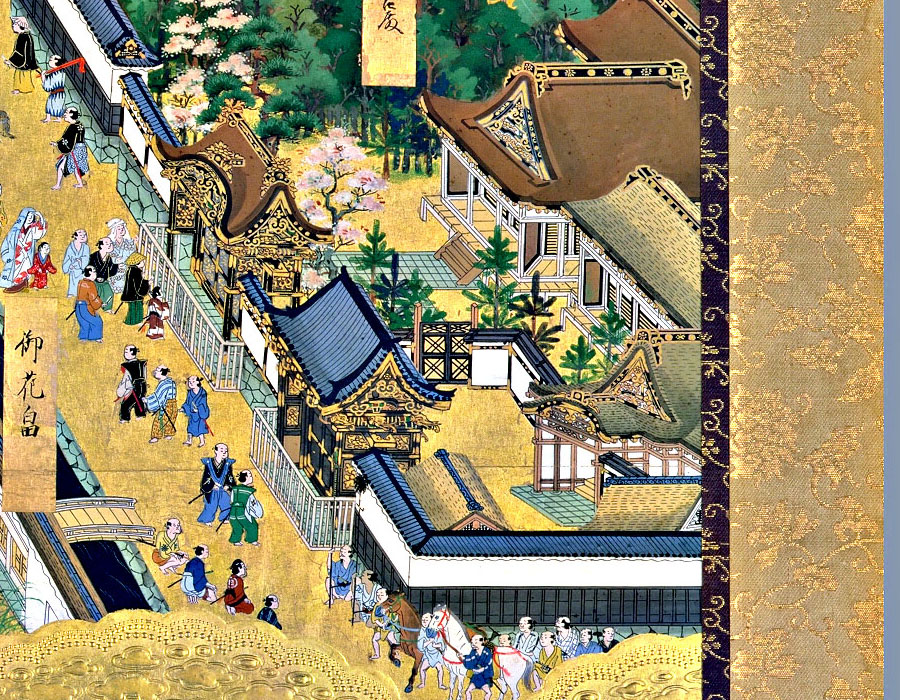
『江戸図屏風』にある忠長屋敷

元和6年（1620年）9月に元服し、金地院崇伝の選定により諱を忠長とする。元和9年（1623年）7月、家光の将軍宣下に際し権中納言に任官。同年11月7日に織田信良の娘・昌子と婚姻。
元和8年（1622年）1月10日、江戸城本丸を拡張するため本丸東北梅林坂辺りの二ノ丸にあった屋敷が取り壊されたため、北ノ丸にある榊原忠次の屋敷に移り、その後3月18日に完成した同じく北ノ丸の新築した屋敷に移った。この屋敷は『江戸図屏風』にも描かれており、御三家の屋敷に勝るとも劣らない豪壮な構えが描かれている。同年8月、仙石忠政移封後の信濃国佐久郡6万石と小県郡の一部を与えられた。小諸城城代は屋代秀正と三枝昌吉が務めた。
寛永元年（1624年）7月には駿河国と遠江国の一部（掛川藩領）を加増され、駿遠甲の計55万石を知行し、この頃より家康の故地を意識した隣国の諸大名等からは「駿河大納言」という名称で呼ばれるようになる。しかし、忠長は自分が将軍の弟であることを理由に満足せず、大御所である父・秀忠に「100万石を賜るか、自分を大坂城の城主にして欲しい」という嘆願書を送るも、呆れた秀忠から要求を無視され、この頃より忠長は父に愛想を尽かされ始める。また、忠長の要求を知った家光からも、かつて祖父・家康が敵対した豊臣家が所有し、大坂の陣で落城させた大坂城を欲しようとしている忠長に、謀反の意思があるのではないかと疑われるようになり、幕臣達も諸大名に持て囃される忠長の姿を「まるで将軍が二人いるようだ」と評し、神経を尖らせていく。
寛永3年（1626年）に権大納言となり、後水尾天皇の二条城行幸の上洛にも随行する。これと前後して忠長は弟で後の会津松平家開祖となる保科正之に葵紋の入った家康の遺品を与えたり、正之に松平への復姓を薦めたりしたと『会津松平家譜』には記されている。しかし、最大の庇護者と言える存在であった母・江が死去したのを機に、忠長は深酒に耽るなどの問題行動が目立ち始め、自身が気付かぬ内に家光との確執を深めていくことになる。
同年7月、家光の上洛が決まった際に、大井川に船橋を掛けるが、幕府の防衛線において重要拠点の場所である大井川に無許可で施工したことが問題視され、家光の不興を買ってしまうこととなる。さらに駿府では武家屋敷造成の為に寺社を郊外に移そうとして反対され、家光との関係にさらに大きな摩擦を生じた。
寛永7年（1630年）11月、浅間神社付近にある賎機山で猿狩りを行うも、殺生を禁止されている神社付近で行なった上に、そもそも賎機山では野猿が神獣として崇められ、殺すこと自体が禁止されており、更にこの浅間神社は祖父・家康が14歳の時に元服した、徳川将軍家にとっても神聖な場所であった。そのような場所で猿狩りを行うのは将軍家の血を引く者といえど許されないことであったが、止めるよう懇願する神主に対し、忠長は自らが駿河の領主であることと、田畑を荒らす猿を駆除するという理由で反対を押し切って狩りを続け、この一件で忠長は1240匹もの猿を殺したとされている。更にその帰途の際に乗っていた駕籠の担ぎ手の尻を脇差で刺し、驚いて逃げ出したところを殺害する乱行に及び、これらを聞いた家光を激怒させた。
寛永8年（1631年）12月、鷹狩りに出かけた際に雪が降り、忠長が寺で休息した際に、小姓・小浜七之助が雪で濡れていた薪に火を付けられなかった事に癇癪を起こし手打ちにしてしまう。事態を知って悲憤に駆られた七之助の父親が幕府に訴え出た結果、これまでの乱行の数々もあって遂に家光の堪忍袋の緒が切れてしまうこととなった。
忠長の一連の行動を知った秀忠は即座に忠長を勘当し、処分を家光に一任した。家光は酒井忠世・土井利勝等を再三遣わし、2人きりの兄弟であると更生を促した。忠長もこれに同意し、4月後半には一時平静を取り戻した。しかし結局行状は回復せず、5月18日に甲府への蟄居が命じられた。その際に秀忠側近の崇伝らを介して赦免を乞うが、許されなかった。家光はなおも蟄居の状態で駿府への帰還を認めており、忠長も誓詞を提出したが、一方で行状は悪化した。寛永9年（1632年）の秀忠の危篤に際して江戸入りを乞うたがこれも許されなかった。一説では秀忠本人からも面会を拒絶されたとしている。

### 改易
秀忠死後、忠長は改易となり、領国全てを没収され、10月20日に安藤重長に預けられる形で上野国高崎へ逼塞の処分が下される。また、その際に御附家老の朝倉宣正、鳥居成次も連座して改易されている。
将軍の実弟が改易に至った理由として、甲府に台徳院殿（秀忠）供養の寺院建立や、加藤忠広改易の際に風説を流布した（『藩翰譜』）、大坂城と畿内55万石の所領を求めた（『寛永小説』）、等の話は江戸中期頃から既にあり、『徳川実紀』に載る家光との後継者争いの逸話と併せて、家光による計画的な排除とする説がある。
しかし、当時の肥後熊本藩主細川忠利や薩摩島津家の江戸家老などの伝聞や観察の記録では、改易はあくまで彼個人の素行・乱行が原因とされている。上述の猿狩りなどの他に、寛永8年（1631年）2月2日、酒に酔った忠長は、家臣の小浜光隆の子や御伽の坊主を殺害、その上翌日に殺害した者を呼び出す行動に出たと記録している。その後も傅役の内藤政吉を甲冑姿で追い回す、殺害した禿を唐犬に食わせる、腰元に酒を飲ませて責め殺すなどといった狼藉に及んだとされる。3月末には、忠長の乱行を恐れた側近は彼に近づかなくなり、幼い2人の子供が仕えるのみとなった。細川忠利は忠長のこれらの行為は酒乱ではなく、発狂によるものと記している。現代においてはこれらの行動を、統合失調症による幻覚や妄想のために凶行に及んだ可能性がある、と指摘する研究家がいる。

### 死罪
寛永10年（1633年）12月6日、幕命により高崎の大信寺において切腹した。享年28。
43回忌にあたる延宝3年（1675年）、忠長の墓が大信寺に建立された。1966年（昭和41年）4月20日、高崎市指定史跡となった。硯箱・切腹に用いた短刀・自筆の手紙などが位牌とともに保存されている。

## 家族関係
正室は織田信良の娘・昌子が定説となっているが、高崎市極楽寺には忠長の墓碑と共に「承應三年正月廿一日 二世神女淸月彌勒院內儀松譽春貞大姉 德川忠長正室 俗名 吉井庚子 五十五才」と記された墓碑がある。供養塔が鎌倉市の薬王寺、京都市左京区の金戒光明寺にある。
側室は、大信寺の過去帳に忠長側妾で院殿がついている人が3人ほどいることから、その存在が推測されるが、詳細は不明。
子には松平長七郎（長頼）がいると伝えられているが、これは従兄弟松平忠直が配流先でもうけた永見長頼のことではないかと考えられ、実子の存在は史料の上では確認されていない。

## 忠長の乱行について
忠長の乱行について大正大学教授・林亮勝は「巷間伝えられるような非道な振る舞いが多々あったとは信じがたい」としている。林は一次史料から、寛永8年（1631年）12月に出された天海宛徳川忠長書状の「今度我等儀煩故、召使候者共むざと申付」「御年寄衆御差図次第に万事を行う」とあること、寛永9年（1632年）正月11日付の天海宛徳川忠長書状で「将軍様より、相国様へ御詫言」を依頼していること、そして正月18日、正月25日付の天海宛忠長書状では「相国（秀忠）様の病状を心配」している気持ちが滲み出ていることを示し、12月に出された書状で「召使候者共むざと申付」と自ら言っていることから、忠長が家中の扱いで不手際があったことは事実だったと見ている。しかし、異母弟の保科正之に対する行き届いた配慮、秀忠に対する病状への心配などへの言葉から、伝わるような乱行があったとは思えないとしている。忠長の行き届いた配慮は保科正之の行実を記した『千とせのまつ』に記録されており、他にも『古老雑談』で記されている。これらは後代の2次資料だが、忠長は幕府から最終的に処罰された人物であり、そんな人物を肯定的に記録するのは危険なのに書かれている。このため、林はなぜ忠長が処罰されたのか、とすると、「当時は将軍の絶対権の確立。これが幕政の至上命令である。その線に沿って統治の組織である幕府機構も徐々に整備されてきた。忠長の振る舞いは将軍に近い存在であることを示すもので、それは将軍の権威を損なうものである。駿府に将軍に類する者がいることは、家康以来作り上げようとしてきた体制を破壊することになりかねない。またもし万一にも、将軍家に反抗する大名が出た場合、そして彼らが忠長を担ぎ上げた場合、将軍体制は危機に逢着するのである」としている。『古老雑談』では、忠長が駿府藩主として江戸から帰国する西国大名を手厚くもてなし、彼らに道具や馬を下賜した、とある。これが忠長が将軍に近い存在を指すとされ、忠長が処罰されたのはその存在そのものが将軍家の絶対権を侵す危険を含んでいた、と見るほうが妥当としている。
また、家光が病床の秀忠に忠長赦免について懇請した、とあるが、林はそれならば秀忠の死から10か月で忠長の所領を没収して改易したこと、高崎に幽閉したことが理解に苦しむとしている。忠長の自刃については家光の命令とはいえないと否定しており、家光の意中を察した忠長の行動だった、としている。『東照大権現祝詞』では「崇源院様は家光を憎み、悪く思っていた。秀忠様も同じように思っていた。両親に憎まれ、忠長は将軍家を継がせたいと思った」「家光様に対して逆心を抱き、忠長は将軍家を継ぎたいと思っていた」とあり、林は忠長を死に追い詰める家光の行動に原点があった、としている。

## 年譜
※ 日付 ＝ 旧暦
- 慶長11年：生誕

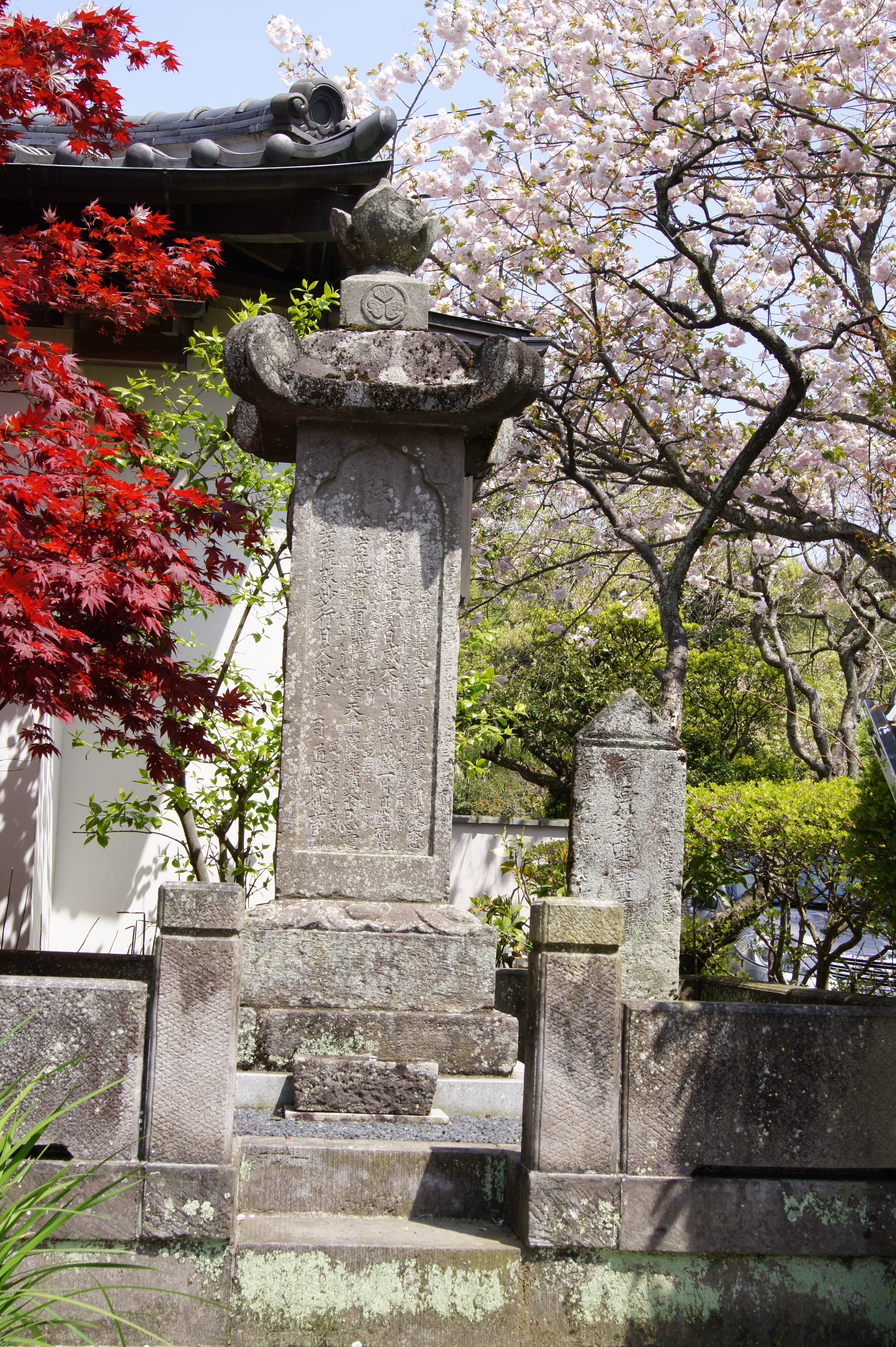
鎌倉・薬王寺にある徳川忠長供養塔

- 元和4年（1618年）- 1月11日 甲斐国甲府藩20万石藩主
- 元和6年（1620年）- 8月22日 従四位下参議左近衛中将
- 元和9年（1623年）- 7月27日 従三位中納言
- 寛永元年（1624年）- 駿河・遠江・甲斐3国で知行55万石
- 寛永3年（1626年）- 8月19日 従二位権大納言
- 寛永8年（1631年）- 5月 甲府へ蟄居仰付
- 寛永9年（1632年）- 10月20日 改易
- 寛永10年（1633年）- 12月6日 幕命により配流地の上野国高崎で自害、享年28

## 主な家臣
- 朝倉宣正（附家老、朝倉宣親が継ぐ）
- 鳥居成次（附家老、鳥居忠房が継ぐ）
- 屋代秀正（附家老、屋代忠正が継ぐ）
- 稲葉正利
- 松平忠勝 - 大番士の中から将軍秀忠によって朋輩53名とともに選抜され忠長に仕える。
- 三枝守昌
- 有馬頼次
- 内藤政吉
- 水野勝信
- 松野重元
- 浅井道多
- 木村友重
- 土岐頼泰（旗本土岐頼次三男）
- 山名豊晴 - 初名豊信、兵庫。忠長改易時に息子と共に内藤忠興に預けられる。息子は忠興に仕えた。
- 山田重次
- 松平正朝
- 原重久 - 原虎胤の四男重胤の子。忠長に仕えて代官となる。忠長改易に連座して子の重国とともに追放されるが、寛永13年（1636年）12月10日赦免されて御家人格で大番に列する。寛永15年（1638年）12月1日、禄二百俵を賜って旗本に列した。
- 大久保忠尚 - 将監。忠長改易後、息子長次郎とともに他家に預りとなった。
- 興津直正
- 日向正久
- 渡辺忠
- 森山盛治 - 本多正信の麾下で大坂冬・夏の陣に出陣。その後忠長に付属された。忠長改易後は将軍家光に仕えた。
- 仙石久形 - 右兵衛・主水。忠長に仕えたが、朋輩に殺害され嗣子なく家は断絶した。
- 堀三政

## 演じた人物

### 映画
- 二代目尾上松之助（『駿河大納言と馬丁次郎吉』、1917年）
- 実川延松（『宇都宮釣天井』、1921年、帝キネ）
- 二代目片岡左衛門（『由利根元大殺記』、1929年）
- 楠武夫（『名槍血陣譜』、1930年）
- 高田篤（『松平長七郎』、1930年）
- 頼憲二郎（『処女爪占師』、1931年）
- 椿三四郎（『義人長七郎』、1935年）
- 水島道太郎（『宇都宮釣天井』、1937年、大都）
- 市川正二郎（『妖棋伝』、1937年）
- 千代田勝太郎（『柳生旅日記』、1938年）
- 日高梅子（『烈女競艶録』、1938年）
- 津島慶一郎（『旗本隠密』、1941年）
- 小高たかし（『長谷川・ロッパの家光と彦左』、1941年、東宝）
- 江原真二郎（『長脇差奉行』、1956年）
- 津村礼司（『雪姫七変化』、1957年）
- 南条新太郎（『流れ星十字打ち』、1958年）
- 片岡彦三郎（『旗本愚連隊』、1960年）
- 中村賀津雄（『家光と彦左と一心太助』、1961年）
- 島田竜三（『対決』、1963年）
- 山城新伍（『忍びの卍』、1968年）
- 西郷輝彦（『柳生一族の陰謀』、1978年）

### テレビ作品
- 坂口徹（『柳生十兵衛』、1970年、CX）
- 沖田駿一（『一心太助』、1971年、CX）
- 舟木一夫（『春の坂道』、1971年、NHK大河ドラマ）
- 伊藤高（『家光が行く』、1972年、NTV）
- 江守徹（『忍法かげろう斬り』、1972年、KTV）
- 中村敦夫（『江戸を斬る 梓右近隠密帳』、1973年、TBS）
- 田村正和（『徳川三国志』、1975年、NET）
- 西田健（『柳生一族の陰謀』、1978年、KTV）、（『柳生あばれ旅』、1980年、ANB）
- 角井浄→永井秀和（『徳川の女たち（第一部）』、1980年、CX）
- 錦野旦（『柳生十兵衛あばれ旅』、1982年、ANB）
- 前田満穂（『柳生新陰流』、1982年、TX）
- 中村錦司（『長七郎江戸日記（第1部）』、1983年、NTV）
- 飯村隆司（『徳川家康』、1983年、NHK大河ドラマ）
- 伊勢将人→金田賢一（『大奥』、1983年、KTV）
- 荻島眞一（『風雲江戸城 怒涛の将軍徳川家光』、1987年、TX）
- 岩下謙人→橋本光成→雨笠利幸→斉藤隆治（『春日局』、1989年、NHK大河ドラマ）
- 倉田てつを（『家光と彦左と一心太助』、1989年、ANB）
- 渡辺慎也→金田賢一（『将軍家光忍び旅』、1990年、ANB）
- 長谷川哲夫（『長七郎江戸日記（第3部）』、1990年、NTV）
- 宅麻伸（『柳生十兵衛』、TBS）
- 三代目中村橋之助（『遊の人・天下の御意見番大久保彦左衛門』、1991年、TBS）
- 風間杜夫（『寛永風雲録』、1991年、NTV）
- 若山騏一郎（『徳川武芸帳 柳生三代の剣』、1993年、TX）
- 高川裕也（『家光謀殺 三代将軍に迫る謎の暗殺軍団!』、1995年、ANB）
- 向江流架→今村優太→飯塚恭平→高杉瑞穂（『葵 徳川三代』、2000年、NHK大河ドラマ）
- 長島弘宜→浜田学（『大奥 第一章』、2004年、CX）
- 長島弘宜（『大奥 第一章 スペシャル』、2005年、CX）
- 若林久弥（『柳生十兵衛七番勝負』、2005年、NHK）
- 日比涼渡→海東健（『天下騒乱〜徳川三代の陰謀』、2006年、TX）
- 松田佑貴（声）（『シグルイ』（アニメ、2007年、WOWOW）
- 松島海斗→石垣佑磨（『柳生一族の陰謀』、2008年、EX）
- 寺岡修太郎→松島海斗→今川智将（『江〜姫たちの戦国〜』、2011年、NHK大河ドラマ）